# Aygestan
Aygestan là một đô thị thuộc tỉnh Ararat, Armenia. Dân số ước tính năm 2011 là 2409 người. Đô thị này thuộc vùng đô thị Yerevan.